# Cyborium (naczynie)

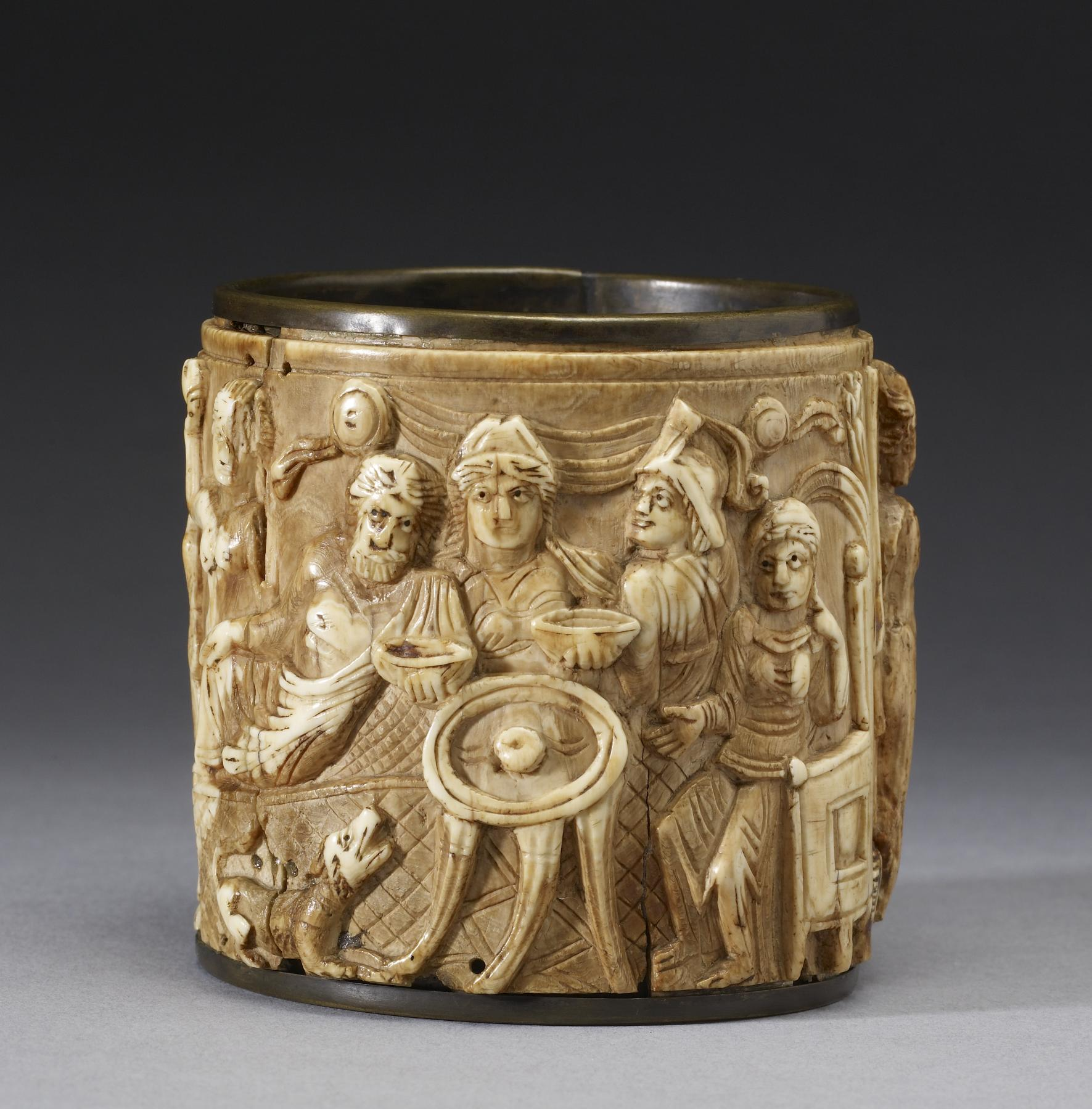
Bizantyjskie cyborium w postaci kubka z wyobrażeniem uczty bogów olimpijskich (V wiek n.e.)

Cyborium (z łac. cibōrium – czara, kielich) – w starożytności niewielkie naczynie używane do picia (kubek) albo jako pojemnik do przechowywania żywności.   

## Historia
Pierwotnie słowo to oznaczało naczynie wykonane z łupiny lotosu indyjskiego albo w jego kształcie, pospolicie używane w starożytnym Egipcie i w greckojęzycznych krainach Wschodu. 
Później, w chrześcijaństwie, przybrało kształt ozdobnej puszki przeznaczonej do przechowywania komunikantów (hostii). Tę puszkę z przykrywą (pyksis) powiększono w okresie gotyku dodając stopę, przez co nadano jej postać kielicha (pucharu) („kielich do pokarmu”).